# Maksim Gussev
Maksim Gussev (20 luglio 1994) è un calciatore estone, centrocampista del Levadia Tallinn U21.

## Carriera

### Club
Ha sempre giocato nel campionato estone.

### Nazionale
Ha esordito in nazionale Under-21 durante le qualificazioni agli Europei di categoria.
Nel 2015 ha esordito in nazionale maggiore.

## Palmarès

### Club

#### Competizioni nazionali
- Supercoppa d'Estonia: 2

Flora Tallinn: 2014, 2016
- Campionato estone: 1

Flora Tallinn: 2015
- Coppa d'Estonia: 1

Flora Tallinn: 2015-2016

#### Competizioni internazionali
- Coppa della Livonia: 1

Flora Tallinn: 2018